# Inozin
Inozin je nukleozid koji se formira vezivanjem hipoksantina sa prstenom riboze (ribofuranoza) putem β-N9-glikozidne veze. Inozin je često prisutan u tRNK molekulima i esencijalan je za korektnu translaciju genetičkog koda u nestabilnim baznim parovima.
Poznavanje metabolizma inozina je dovelo do napretka u imunoterapiji. Inozin monofosfat oksiduje enzim inozin monofosfat dehidrogenaza, proizvodeći ksantozin monofosfat, ključni prekurzor u metabolizmu purina. Mikofenolat mofetil je antimetabolit, antiproliferativni lek koji deluje kao inhibitor inozin monofosfat dehidrogenaze. On se koristi za lečenje niza autoimunskih bolesti uključujući Vegenerovu granulomatozu, zato što utrošak purina u B ćelijama koje se aktivno dele može da bude više od 8 puta veći od utroška u normalnim telesnim ćelijama, i stoga je ovaj skup ćelija (koje ne mogu da koriste metaboličke puteve spasavanja purin) selektivna meta purinskog deficita uzrokovanog IMD inhibicijom.

## Reakcije
Adenin se konvertuje u adenozin ili inozin monofosfat (IMP), koji se zatim konvertuju u inozin (I). Inozin se sparuje adeninom (A), citozinom (C), i uracilom (U).
Purin nukleozid fosforilaza konvertuje inozine u hipoksantin.

## Klinički značaj
Inozin je testiran tokom 1970-tih u Istočnim zemljama za poboljšanje atletske performance. Klinička ispitivanja su pokazala da nije koristan za takvu primenu. Pokazano je da inozin ima neuroprotektivna svojstva. Smatra se da može da bude koristan kod povreda kičmene moždine; jer pospešuje uspostavljanje veza između aksona, kao i za upotrebu nakon moždanog udara, iz istog razloga.
On je trenutno u fazi II kliničkih ispitivanja za multiplu sklerozu (MS). On proizvodi urinsku kiselinu nakon unosa, koja je prirodni antioksidans i sakupljač peroksinitrita, što može da ima pozitivno dejstvo u lečenju MS (postoji korelacija između koncentracije peroksinitrita i degeneracije aksona).
On je takođe u fazi II ispitivanja za Parkinsonovu bolest. Ranija ispitivanja sugerišu da osobe sa visokim serumskim nivoima urata imaju umanjenu progresiju Parkinsonovih simptoma. Ispitivanja koriste inozin za povišenje nivoa urata kod pacijenata kod kojih je nivo niži od prosečnog (6 mg/dL).

## Spoljašnje veze
- PDR zdravstvena studija

|  | Molimo Vas, obratite pažnju na važno upozorenje u vezi sa temama iz oblasti medicine (zdravlja). |